# George Bell Timmerman
George Bell Timmerman, Jr., född 11 augusti 1912 i Anderson, South Carolina, död 29 november 1994 i Columbia, South Carolina, var en amerikansk politiker (demokrat) och jurist. Han var viceguvernör i South Carolina 1947–1955 och delstatens guvernör 1955–1959.
Timmerman studerade vid militärhögskolan The Citadel och avlade juristexamen vid University of South Carolina.
Timmerman efterträdde 1955 James F. Byrnes som guvernör och efterträddes 1959 av Ernest Hollings.
Den 29 november 1994 avled Timmerman 82 år gammal i sviterna av en bilolycka som hade skett den 4 september samma år. Som guvernör på 1950-talet försvarade han rassegregeringen och ville bland annat behålla skilda golfbanor, badstränder och parker för olika raser.